# Европейский маршрут E57
Европейский маршрут Е57 — европейский автомобильный маршрут категории А в Центральной Европе, соединяющий Заттледт (Австрия) и Любляну (Словения).
На всём протяжении маршрут является автомагистралью. На австрийском участке маршрута есть несколько туннелей, самый длинный — 10 км. Общая протяженность маршрута E57 составляет около 411 км, из которых 264 км в Австрии, 147 км в Словении.

## Города, через которые проходит маршрут
- Австрия: Заттледт — Лицен — Санкт-Михаэль — Грац —
- Словения: Марибор — Целе — Любляна

Е57 связан с маршрутами
| - E56 - E55 - E60 - E651 |  | - E66 - E59 - E61 - E70 |